# Uscare
Uscarea este un proces de transfer de masă care constă în îndepărtarea apei sau a unui alt solvent, prin evaporare dintr-un material solid, semisolid sau lichid. Acest proces este adesea utilizat ca etapă finală în producție, înainte de comercializarea sau ambalarea produselor, pentru conservare. Pentru a fi considerat "uscat", produsul final trebuie să fie solid, sub forma unei foi continue (de exemplu, pentru hârtie), a unor bucăți lungi (de exemplu, lemn), a unor particule (de exemplu, boabe de cereale sau fulgi de porumb) sau a unei pulberi (de exemplu, nisip, sare, detergent, lapte praf, substanțe chimice). Cel mai frecvent, uscarea se face utilizând o sursă de căldură și un agent de îndepărtare a vaporilor produși. În cazul anumitor produse speciale, cum ar fi alimentele, cerealele și produsele farmaceutice, (cum ar fi vaccinurile), solventul care trebuie eliminat este aproape mereu apa.
Într-o definiție amplă, uscarea este o operație prin care apa din materiale este îndepărtată cu ajutorul unui agent (aer, abur supraîncălzit, gaze de ardere), prin evaporarea sau condensarea totală sau parțială a umidității. Aerul, aburul supraîncălzit sau gazele de ardere au rolul dublu de a fi purtător , total sau parțial, de căldură necesară vaporizării umidității, precum și de a evacua vaporii de apă rezultați. Condensarea vaporilor de apă este utilizată la uscarea substanței aflate în stare gazoasă (ex.: aburul comprimat instrumental).
Uscarea implică două feluri de transferuri: a) transferul de energie termică a mediului către lichidul de evaporat; b) transferul de masă din interiorul materialului solid spre suprafața sa, apoi trecerea în fază gazoasă.
Viteza de uscare este direct legată de viteza acestor două transferuri.

## Metode de uscare
Se deosebesc următoarele metode de uscare:
- aplicarea aerului încălzit (uscare prin convecție sau directă);
- uscare indirectă sau prin contact (încălzire prin perete cald);
- uscare dielectrică (prin microunde absorbite în interiorul materialului);
- uscarea prin liofilizare sau criodesicare este o metodă de uscare în care solventul este înghețat înainte de uscare și apoi este sublimat;
- uscare supercritică (uscare cu abur supraîncălzit);
- uscare liberă în aer.